# Onze-Lieve-Vrouw van de Heilige Rozenkrans
Onze-Lieve-Vrouw van de Heilige Rozenkrans is in het katholieke geloof een titel van de Heilige Maagd Maria, die de relatie tot het bidden van de rozenkrans benadrukt. Op de heiligenkalender wordt  
Maria van de Rozenkrans op 7 oktober gevierd als gedachtenis. Maria wordt dan vereerd als de beschermster van de christenheid. Het (gezamenlijk) bidden van de rozenkrans wordt beschouwd als krachtig middel van de gelovigen om onder andere te vragen om deze bescherming van Maria, zowel persoonlijk als voor heel de Kerk.
In 1571 stelde paus Pius V het feest van Onze-Lieve-Vrouw van Overwinning in, als een jaarlijkse gedachtenis van de katholieke overwinning op de Ottomanen in de slag bij Lepanto. Deze overwinning werd toegeschreven aan de hulp van de Heilige Maagd, omdat men op diezelfde dag een rozenkransprocessie hield op het Sint-Pietersplein te Rome, om Maria's hulp in te roepen voor de Heilige Liga bij het tegenhouden van de Ottomaanse invasie van Europa.  In 1573 veranderde paus Gregorius XIII de naam van de feestdag in Feest van de Heilige Rozenkrans omdat de overwinning bij Lepanto bijzonder te danken was aan het bidden van de rozenkrans. In 1716 plaatste Paus Clemens XII het feest in de rooms-katholieke heiligenkalender op de eerste zondag van oktober en verspreidde het zo over de gehele Latijnse kerk. Paus Pius X veranderde de datum in 7 oktober in 1913, als onderdeel van zijn werk om de viering van de liturgie van de zondagen te herstellen. In 1969 gaf paus Paulus VI het feest zijn huidige naam: het feest van Onze-Lieve-Vrouw van de Heilige Rozenkrans.
De benaming verwijst naar het rozenkransgebed. Dit is, volgens veel christenen, een krachtig gebed en het wordt dan ook door velen dagelijks gebeden. De geschiedenis van het rozenkransgebed gaat volgens de traditie terug op een Mariaverschijning in 1208 aan de heilige Dominicus, in de kerk van Prouille in Frankrijk.
De Onze-Lieve-Vrouw van de Heilige Rozenkrans is een patroonheilige van verschillende plaatsen over heel de wereld en Maria del Rosario is een veelvoorkomende Spaanse naam voor vrouwen. Rosario is ook een, eerder Italiaanse, mannelijke voornaam.